# Cicoriòidies
Les cicoriòidies o liguliflors (Cichoriaoideae) són una subfamília dins de la família de les asteràcies (o Asteraceae). Els noms populars de lletuga i lletsó d'algunes de les plantes incloses dins aquesta subfamilia es deuen al fet que solen tenir conductes laticífers.
A les liguliflors pertanyen espècies ornamentals, per a perfumeria i comestibles; entre les espècies catalogades en aquest tàxon revesteixen una certa importància econòmica el gira-sol, l'enciam, l'escarola o la carxofera.

## Característiques principals
- Els capítols on s'agrupen les flors estan formats només per lígules.
- Hi ha làtex a les tiges i a les fulles.
- Flors sovint grogues però algunes vegades blaves.
- En els gèneres de les liguflors taraxacum i hieracium el sistema reproductiu que empren dona lloc a moltes microespècies i, per tant, la taxonomia resulta molt complicada.

## Tribus[2]
- Arctotidae
- Cardueae
- Eremothamneae
- Cichorieae o Lactuceae
- Liabeae
- Mutisieae
- Tarchonantheae
- Vernonieae